# Ricevuta bancaria
La ricevuta bancaria (detta anche RI.BA. oppure Riba) è un servizio bancario di incasso che consente ad un creditore professionale o assimilabile (impresa, lavoratore autonomo, ente, associazione, fondazione, ecc.) di riscuotere le fatture emesse attraverso la banca con cui intrattiene il rapporto di conto corrente. È uno strumento finanziario usato per la gestione aziendale con cui il creditore dichiara di aver diritto a ricevere dal debitore una somma di denaro a saldo di una fattura e autorizza la banca alla riscossione dell'importo indicato, secondo le istruzioni impartite dal cliente. A conferma del credito possono essere esibiti documenti giustificativi. 
L'operazione si distingue dallo sconto bancario in quanto il cliente non cede il proprio credito alla banca, ma le conferisce solo un mandato in rem propriam all'incasso, accompagnandolo dalle ricevute di pagamento quietanzate. 
Se il cliente ha stipulato un contratto di anticipo di effetti al salvo buon fine, la banca mette a sua disposizione (mediante accredito in conto corrente oppure l'utilizzo di fido dedicato) il relativo importo senza attendere la riscossione dal debitore alla scadenza, restando tutelata dal carattere irrevocabile dal mandato all'incasso per il recupero del credito così concesso.
Funzionamento di una ricevuta bancaria passo per passo:
- il creditore compila la ricevuta bancaria relativa alla fattura e la consegna alla propria banca;
- la banca d'appoggio del creditore invia il documento, apponendo una girata “valuta per l'incasso” come se si trattasse di una cambiale, alla banca d'appoggio del debitore;
- quest'ultima invia al debitore un avviso di pagamento;
- il debitore, ricevuto l'avviso, alla scadenza stabilita effettua il pagamento e ritira la ricevuta bancaria che, essendo già firmata dal creditore, funziona come documento di quietanza;
- la banca che ha riscosso l'importo comunica all'altra banca l'avvenuta riscossione;
- la banca d'appoggio del debitore accredita l'importo sul conto corrente della banca del creditore.